# Polyphylla crinita
Polyphylla crinita är en skalbaggsart som beskrevs av Leconte 1856. Polyphylla crinita ingår i släktet Polyphylla och familjen Melolonthidae. Inga underarter finns listade i Catalogue of Life.